# Droga wojewódzka 233
Die Droga wojewódzka 233 (DW 233) ist eine polnische Woiwodschaftsstraße und verläuft im Powiat Gdański (Kreis Danzig) innerhalb der Woiwodschaft Pommern. Auf einer Länge von 12 Kilometern durchzieht sie die Kaschubische Schweiz und verbindet die Woiwodschaftsstraßen DW 226 bei Mierzeszyn (Meisterswalde) mit der DW 221 bei Trzepowo (Strippau).

## Straßenverlauf
Woiwodschaft Pommern
- Powiat Gdański (Kreis Danzig):
  - Mierzeszyn (Meisterswalde) (→ DW 226: Pruszcz Gdański (Praust) – Horniki (Hornikau))
  - Miłowo (Schönbeck)
  - Blizny (Grenzacker)
  - Kierzkowo (Strauchhütte)
  - Borowina (Barenhütte)
  - Trzepowo (Strippau) (→ DW 221: Danzig – Kościerzyna (Berent))